# Aeroportul Shirdi
Aeroportul Shirdi (IATA: SAG, ICAO: VASD) este un aeroport din Shirdi⁠(d), Ahilyanagar district⁠(d), Pune division⁠(d), Maharashtra, India ce deservește zona Shirdi⁠(d). Aeroportul a fost tranzitat în decembrie 2022 de 66.651 de pasageri.
Situat la o altitudine de 587 m, aeroportul dispune de o singură pistă. Este operat de Maharashtra Airport Development Company⁠(d).